# Плат (Жупа-Дубровацька)
42°37′ пн. ш. 18°14′ сх. д. / 42.61° пн. ш. 18.23° сх. д.
Плат (хорв. Plat) — населений пункт у Хорватії, у Дубровницько-Неретванській жупанії у складі громади Жупа Дубровацька.

## Населення
Населення за даними перепису 2011 року становило 302 осіб.
Динаміка чисельності населення поселення: